# Enicospilus corculus
Enicospilus corculus är en stekelart som först beskrevs av Tosquinet 1903.  Enicospilus corculus ingår i släktet Enicospilus och familjen brokparasitsteklar. Inga underarter finns listade i Catalogue of Life.